# Јеген Осман-паша
Јеген Осман-паша или Јеген Осман-Ага (умро 1689.) је био османски војсковођа јерменског порекла. Након што је постао командант сегбана у Анадолији, играо је кључну улогу у османској политици између 1687. и 1689. године. Обављао је функцију румелијског беглербега и командовао је неуспешном одбраном Београда 1688. године. Погубљен је по наређењу султана након избијања побуне сегбана.

## Биографија
Јеген Осман-паша је био командант свих анадолских сегбана. Ривалитет јаничара и секбана резултирао је побуном. Након пораза јаничара на румелијском фронту, 1687. године, они су кренули ка Истанбулу, како би свргли султана Мехмеда IV. Султан је своју ћерку удао за Јеген Осман-пашу, како би овај држао јаничаре под контролом. Паша је постављен 1687. године за санџака Карахисара и Сахиба у замену за пружање подршке султану са 5000 људи. На своје инсистирање, постављен је за серчешму (шеф безбедности) ове покрајине. Уместо да своје снаге доведе на фронт, средином маја 1687. године Јеген Осман-паша је довео око 4000 људи у Истанбул. Уместо да се супротстави снагама које су претиле султану, и он је постао претња. Само 1500 људи послато је на фронт крајем јуна. Да би задовољио апетите Јеген Осман-паше, султан га је поставио за беглербега Румелије, чије је седиште било у Софији. Паша је био задужен за веома важан фронт према Светој лиги. Године 1683, након неуспешне турске опсаде Беча, избио је Велики бечки рат, који ће трајати до 1699. године. Рат ће бити завршен поразом Турака и потписивањем споразума у Капели мира у Сремским Карловцима. Карловачки мир означио је почетак опадања моћи Османског царства и отварање тзв. Источног питања. Паша је на функцији беглербега Румелије остао до 1689. године. Територије које је контролисао третирао је као свој лични феуд. Порези су повишени на неподношљив ниво, што је изазивало непопуларност и критике.
Мехмеда је наследио Сулејман II, који је наставио политику свог претходника према сегбанима. Јеген Осман-паша се као румелијски беглербег побунио против новог султана и постао главни непријатељ нове османске владе. Око њега су се окупили сви незадовољни сегбани, укључујући и многе из Анадолије. Султан му је понудио место намесника Темишвара, али је овај одбио. Потом га је именовао санџакбегом Босне, а његовог ујака санџакбегом Херцеговине, али ни то није задовољило пашине амбиције. Пашине снаге од 10.000 људи наставиле су пљачкати територије под његовом контролом, укључујући османску Србију и Грчку. Према неким изворима, Јеген Осман-паша је имао више новца од османске ризнице.
Године 1688. снаге Јеген Осман-паше опљачкале су ризницу Пећке патријаршије, скривену у манастиру Грачаница. Према писму католичког владике Петра Богданија, Јеген Осман-паша је претио српском патријарху Арсенију III Црнојевићу одсецањем главе, јер је српски црквени поглавар од Аустријанаца добијао новац за подстицање побуне против Османлија. Сулејман је 1688. године именовао Јеген Осман-пашу управником Београда. То је разљутило пашу, будући да је београдски управник био подређен мађарском сердару Хасан-паши. Паша је претио да се неће потчинити ни њему ни самој Порти. Борба за положај сердара Мађарске довела је до стварања дубоке мржње између Хасан-паше и Јеген Осман-паше. Јеген Осман-паша је са снагама дошао у Београд, насилно свргао Хасан-пашу, заробивши његов логор на Врачару, и бацио га у тамницу.

### Опсада Београда
Снаге Светог римског царства опселе су Београд 1688. године. Цар је послао писмо Јеген Осман-паши, нудећи му Влашку у замену за напуштање Османлија. Међутим, паша је тражио целу Славонију и Босну, те договор није склопљен. Аустријанци су поставили понтонске мостове код Остружнице и прешли Саву са 10.000 људи. Јеген Осман-паша их је напао са већином својих снага, али су га Аустријанци одбили у чак два напада и освојили територије на десној обали Саве, где пребацују нове снаге. Када је Јеген Осман-паша схватио да је надјачан, спалио је свој логор и повукао се у Смедерево, које је два дана пљачкао. Потом је напустио Смедерево и преко Смедеревске Паланке отишао у Ниш. Одатле је писао извештаје, тражећи војну и финансијску подршку за даљу одбрану Београда и уништење отпора раје. Објаснио је да ће Београд пасти у року од десет дана уколико његови захтеви не буду испуњени. Порта му је послала 120 врећа злата, са којим је паша мобилисао муслиманско становништво Румелије како би се изборио са побуњеним становништвом Београдског пашалука.

### Последње године
Јеген Осман-паша је покушао постати и велики везир. Иако су његове амбиције изазивале незадовољство других османских државника, они се нису окретали против паше, плашећи се нарастања моћи Османлија. Међутим, на ратном савету у Једрену кримски кан Селим I Гирај позвао је Порту да погуби Јеген Осман-пашу. Велики везир је забранио сегбански корпус и запретио војницима погубљењем у случају побуне. Уследио је грађански рат, у коме је победу остварила османска влада. Јеген Осман-паша је заробљен и погубљен. Побуна сегбана тиме није била угушена. Султан је тек 1698. године постигао нови споразум са сегбанима. Он није заживео, те су се побуне наставиле и током 18. века.